# کشتی هوایی

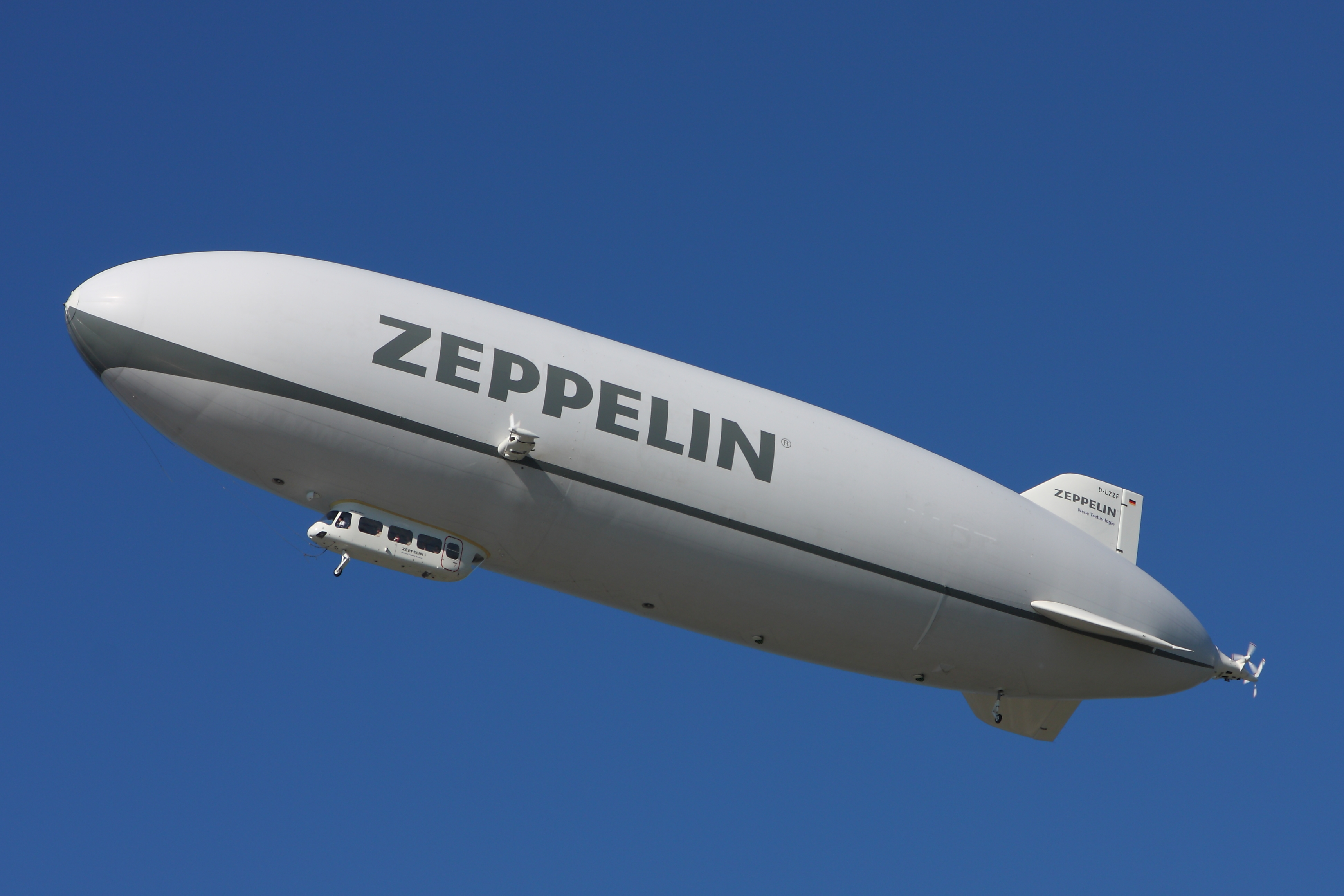
کشتی هوایی زپلین ان‌تی ساخت آلمان

کشتی هوایی نوعی هواگرد در کلاس هواایست می‌باشد که موتور هم دارد. مدل‌های پیشرفته آن برای شناور ماندن در هوا با گاز هلیم پر می‌شوند. در زیر آن اتاقکی قرار دارد که می‌تواند تا بیست نفر مسافر حمل کند. موتورهایی که پروانه‌ها را می‌چرخانند تا کشتی هوایی را به جلو ببرند به این اتاقک متصل می‌شوند. بر خلاف بالون، حرکت کشتی‌های هوایی به باد بستگی ندارد. خلبان می‌تواند ان را به وسیله یک سکان بزرگ هدایت کند. کشتی هوایی نیز مانند هواپیما سکانِ افقیِ متحرکی دارد که باعث می‌شود کشتی هوایی صعود کند یا شیرجه برود. یک کشتی هوایی با طول ۶۰ متر می‌تواند ۲۰ نفر را در خود جای دهد. کشتی هوایی از اتاقک، موتورها، سطوح کنترل، دماغه، بال و بالون تشکیل شده‌است.

## عملکرد کشتی هوایی
برای صعود کردن یا شیرجه رفتن کشتی هوایی، خلبان زوایای بال‌های افقی متحرک واقع در پشت موتور را تغییر می‌دهد.

## درازترین کشتی هوایی
سپلین LZ 129 هیندنبورگ است. این کشتی هوایی ساخت آلمان در ۱۹۳۶ است. طول این کشتی هوایی ۲۴۵ متر با خدمه ۶۱ نفری و ۳۶ مسافر است. سرعت افقی این کشتی هوایی ۱۲۵ کیلومتر در ساعت است که عرض اقیانوس اطلس را در ۶۵ ساعت طی کرد. این کشتی از دو عرشه مسافربری (با اتاق‌های یک‌نفره و دو نفره)، ناهار خوری، قرائت خانه، سالن نوشتن، سالن استراحت (با پیانو) تشکیل شده‌است.

## تاریخچه کشتی هوایی

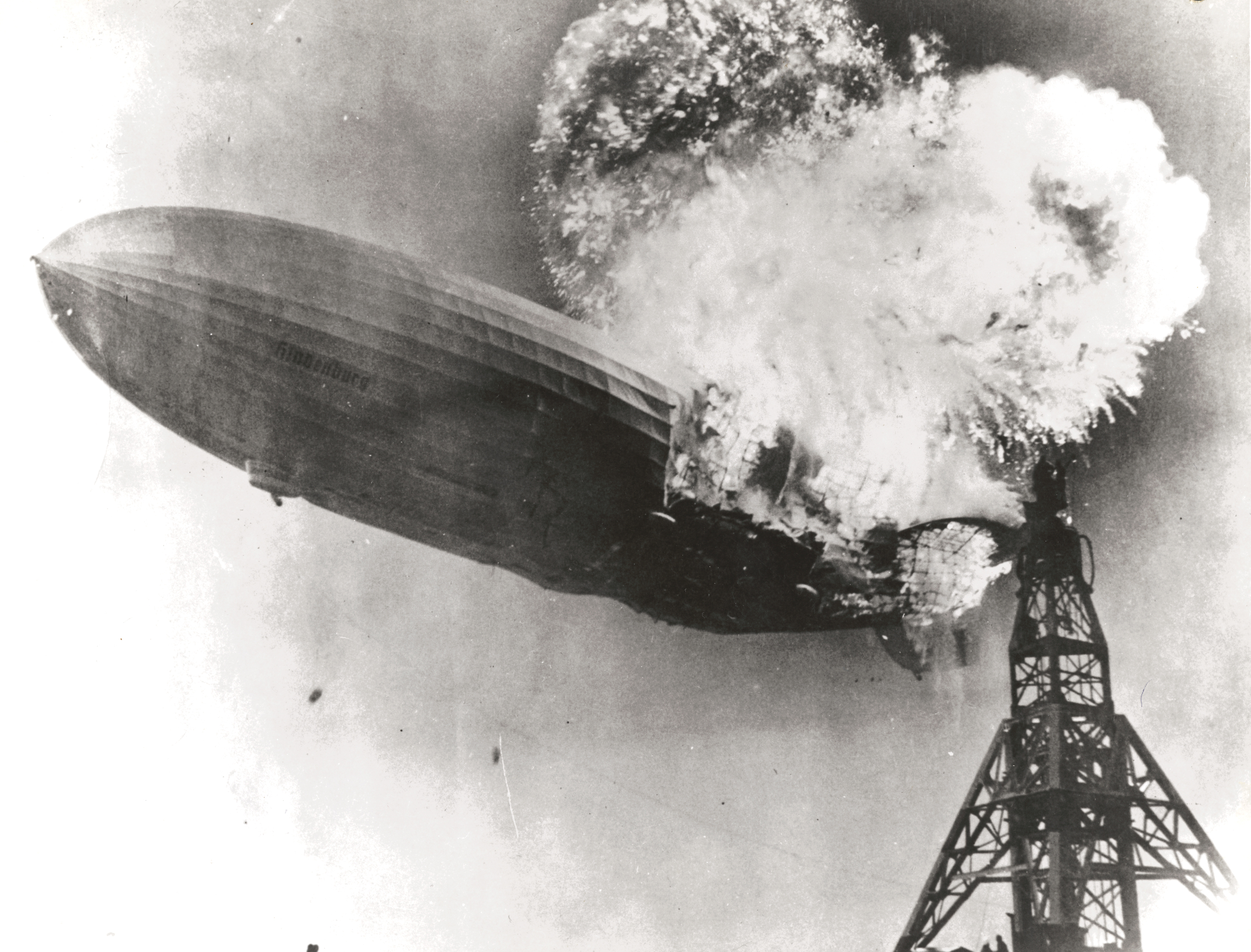
کشتی هوایی در حال سوختن. نیوجرسی 1937.

اولین پرواز یک کشتی هوایی به لا فرانس در ۱۸۸۴ صورت گرفت. تعدادی زیادی کشتی هوای عظیم پر از هیدروژن برای حمل مسافر ساخته شد. در ۱۹۲۹ گراف سپلین در ظرف ده روز یک دور کامل به دور دنیا سفر کرد. در ۶ مه ۱۹۳۷ کشتی هوایی هیندنبورگ آتش گرفت و ۳۵ نفر از ۹۷ مسافر آن کشته شدند. پس از آن حادثه، دیگر از کشتی‌های هوایی پر از هیدروژن استفاده نشد. دو آمریکایی در ۱۹۶۱ رکورد ارتفاع را به نام خود ثبت کردند. بالون پر از هلیوم آن‌ها به ارتفاع ۳۴/۷ کیلومتر رسید. آن‌ها می‌بایست کپسول‌های هوا همراه خود می‌بردند تا بتوانند در ان ارتفاع تنفس کنند.

## کاربرد کشتی هوایی
سفر با کشتی هوایی پیشرفته، آرام، بی‌خطر و راحت است. توانایی ساکن ماندن در هوا، آن را وسیله‌ای ایدئال برای کارهای عکس برداری و فیلم‌برداری برای تلویزیون ساخته‌است. کشتی‌های هوایی جرثقیلهای پرنده خوبی نیز هستند و می‌توانند سازه‌های سنگین را دقیقاً در موقعیت خود قرار دهند. از آن‌ها معمولاً برای پروازهای تجارتیِ مسافربری استفاده نمی‌شود.

در بعد نظامی، هنگام آغاز جنگ جهانی اول، دریابد جان جلیکو، فرمانده کل ناوگان کبیر بریتانیا، اعتقاد راسخی به ارزش کشتی‌های هوایی در عملیات شناسایی داشت و در سال ۱۹۱۳ در این رابطه گفت: «در یک روز مناسب، یک کشتی هوایی بهتر از تعداد زیادی ناو سبک است.» تجربه جنگی تثبیت‌گر این عقیده بود. تمرینات انجام گرفته در ماه اکتبر سال ۱۹۱۶ و ماه‌های ژوئیه و سپتامبر سال ۱۹۱۷ در بریتانیا، ارزش بالای کشتی‌های هوایی در امر شناسایی برای ناوگان دریایی را به نمایش گذاشت. دریابد دیوید بیتی، جانشین جلیکو در فرماندهی ناوگان کبیر، در این باره اذعان داشت: «یک کشتی هوایی می‌تواند کار پنج یا شش ناو را بکند.» سندی از سال ۱۹۱۷ که بازتاب‌کننده آرای فرماندهی عالی نیروی دریایی بریتانیا بود، مزیت‌های کشتی هوایی را این گونه برمی‌شمارد:
یک کشتی هوایی صلب با سرعت، طول مدت پروازی و برد دید خود، می‌تواند یک ناحیه را جست‌وجو و در مدت زمانی بسیار کمتری نسبت تعدادی ناو، اطلاعات کامل محل حضور شناورهای دشمن را به فرمانده ناوگان کند ... آخرین انواع کشتی‌های هوایی صلب بردی حدود ۲٬۰۰۰ مایل (۳٬۲۱۹ کیلومتر) دارند ... بنابراین آن‌ها بدون شک برای شناسایی دریایی گسترده مؤثرتر از هر ابزار دیگری در هوا و سطح، هستند. در آب‌وهوای خوب، یک کشتی هوایی صلب با برد بلند می‌تواند به شکل موثری ناحیه‌ای با مساحت بیش از ۱۰۰٬۰۰۰ مایل مربع (۲۵۸٬۹۹۹ کیلومتر مربع) را در ۴۰ تا ۵۰ ساعت جست‌وجو کند.